# I Will Always Love You
I Will Always Love You is een single van de Amerikaanse zangeres Dolly Parton.

## Achtergrond
Het countrynummer werd oorspronkelijk uitgebracht op 11 maart 1974 als de tweede single van Partons dertiende solo lp Jolene ('74). Ze schreef het nummer voor Porter Wagoner. B-side van de single was Lonely Comin' Down.
Als gevolg van het succes van de film The Best Little Whorehouse in Texas en de bijbehorende soundtrack, werd de plaat begin 1983 een enorme hit in het Nederlandse taalgebied.
In Nederland werd de plaat veelvuldig gedraaid op de nationale radio en bereikte de 2e positie in zowel de Nederlandse Top 40, Nationale Hitparade als de TROS Top 50. In de Europese hitlijst op Hilversum 3, de TROS Europarade, werd de 11e positie bereikt.
In België bereikte de plaat de 4e positie in zowel de voorloper van de Vlaamse Ultratop 50 als de Vlaamse Radio 2 Top 30.
In 1992 coverde Whitney Houston het nummer voor de film The Bodyguard. De single verscheen met als B-sides Jesus Loves Me en Do You Hear what I Hear?. Tevens verscheen het nummer op de The Bodyguard: Original Soundtrack Album. De single  stond in Nederland negen weken op de nummer 1-positie in zowel de Nederlandse Top 40 als de Nationale Top 100.
In België stond de single zes weken op de nummer 1-positie in zowel de voorloper van de Vlaamse Ultratop 50 als de Vlaamse Radio 2 Top 30.

## Hitnoteringen

### Dolly Parton

#### Nederlandse Top 40
| Hitnotering: 26-02-1983 t/m 07-05-1983 | Hitnotering: 26-02-1983 t/m 07-05-1983 | Hitnotering: 26-02-1983 t/m 07-05-1983 | Hitnotering: 26-02-1983 t/m 07-05-1983 | Hitnotering: 26-02-1983 t/m 07-05-1983 | Hitnotering: 26-02-1983 t/m 07-05-1983 | Hitnotering: 26-02-1983 t/m 07-05-1983 | Hitnotering: 26-02-1983 t/m 07-05-1983 | Hitnotering: 26-02-1983 t/m 07-05-1983 | Hitnotering: 26-02-1983 t/m 07-05-1983 | Hitnotering: 26-02-1983 t/m 07-05-1983 | Hitnotering: 26-02-1983 t/m 07-05-1983 | Hitnotering: 26-02-1983 t/m 07-05-1983 |
| Week                                   | 1                                      | 2                                      | 3                                      | 4                                      | 5                                      | 6                                      | 7                                      | 8                                      | 9                                      | 10                                     | 11                                     |                                        |
| -------------------------------------- | -------------------------------------- | -------------------------------------- | -------------------------------------- | -------------------------------------- | -------------------------------------- | -------------------------------------- | -------------------------------------- | -------------------------------------- | -------------------------------------- | -------------------------------------- | -------------------------------------- | -------------------------------------- |
| Nummer                                 | 31                                     | 20                                     | 10                                     | 4                                      | 2                                      | 2                                      | 2                                      | 4                                      | 9                                      | 27                                     | 37                                     | uit                                    |

#### Nationale Hitparade
| Hitnotering: 05-03-1983 t/m 21-05-1983 | Hitnotering: 05-03-1983 t/m 21-05-1983 | Hitnotering: 05-03-1983 t/m 21-05-1983 | Hitnotering: 05-03-1983 t/m 21-05-1983 | Hitnotering: 05-03-1983 t/m 21-05-1983 | Hitnotering: 05-03-1983 t/m 21-05-1983 | Hitnotering: 05-03-1983 t/m 21-05-1983 | Hitnotering: 05-03-1983 t/m 21-05-1983 | Hitnotering: 05-03-1983 t/m 21-05-1983 | Hitnotering: 05-03-1983 t/m 21-05-1983 | Hitnotering: 05-03-1983 t/m 21-05-1983 | Hitnotering: 05-03-1983 t/m 21-05-1983 | Hitnotering: 05-03-1983 t/m 21-05-1983 | Hitnotering: 05-03-1983 t/m 21-05-1983 |
| Week                                   | 1                                      | 2                                      | 3                                      | 4                                      | 5                                      | 6                                      | 7                                      | 8                                      | 9                                      | 10                                     | 11                                     | 12                                     |                                        |
| -------------------------------------- | -------------------------------------- | -------------------------------------- | -------------------------------------- | -------------------------------------- | -------------------------------------- | -------------------------------------- | -------------------------------------- | -------------------------------------- | -------------------------------------- | -------------------------------------- | -------------------------------------- | -------------------------------------- | -------------------------------------- |
| Nummer                                 | 20                                     | 6                                      | 4                                      | 2                                      | 2                                      | 4                                      | 4                                      | 7                                      | 16                                     | 39                                     | 37                                     | 50                                     | uit                                    |

#### NPO Radio 2 Top 2000
| Nummer met noteringen in de NPO Radio 2 Top 2000 | '99 | '00 | '01 | '02 | '03  | '04 | '05 | '06 | '07 | '08 | '09  | '10  | '11  | '12  | '13  | '14  | '15  | '16  | '17  | '18  | '19  | '20 | '21  | '22  | '23  | '24 |
| ------------------------------------------------ | --- | --- | --- | --- | ---- | --- | --- | --- | --- | --- | ---- | ---- | ---- | ---- | ---- | ---- | ---- | ---- | ---- | ---- | ---- | --- | ---- | ---- | ---- | --- |
| I Will Always Love You                           | 632 | -   | 941 | 829 | 1262 | 837 | 832 | 855 | 805 | 844 | 1191 | 1066 | 1318 | 1428 | 1469 | 1303 | 1258 | 1147 | 1098 | 1232 | 1147 | 892 | 1105 | 1226 | 1096 | 689 |

1. ↑  Een '-' betekent dat het nummer niet was genoteerd en een vetgedrukt getal geeft de hoogste notering aan.

#### Evergreen Top 1000
| Evergreen Top 1000 "I Will Always Love You" | Evergreen Top 1000 "I Will Always Love You" | Evergreen Top 1000 "I Will Always Love You" | Evergreen Top 1000 "I Will Always Love You" | Evergreen Top 1000 "I Will Always Love You" | Evergreen Top 1000 "I Will Always Love You" | Evergreen Top 1000 "I Will Always Love You" | Evergreen Top 1000 "I Will Always Love You" | Evergreen Top 1000 "I Will Always Love You" | Evergreen Top 1000 "I Will Always Love You" | Evergreen Top 1000 "I Will Always Love You" | Evergreen Top 1000 "I Will Always Love You" | Evergreen Top 1000 "I Will Always Love You" | Evergreen Top 1000 "I Will Always Love You" | Evergreen Top 1000 "I Will Always Love You" | Evergreen Top 1000 "I Will Always Love You" |
| Jaar                                        | 2008                                        | 2009                                        | 2010                                        | 2011                                        | 2012                                        | 2013                                        | 2014                                        | 2015                                        | 2016                                        | 2017                                        | 2018                                        | 2019                                        | 2020                                        | 2021                                        | 2022                                        |
| ------------------------------------------- | ------------------------------------------- | ------------------------------------------- | ------------------------------------------- | ------------------------------------------- | ------------------------------------------- | ------------------------------------------- | ------------------------------------------- | ------------------------------------------- | ------------------------------------------- | ------------------------------------------- | ------------------------------------------- | ------------------------------------------- | ------------------------------------------- | ------------------------------------------- | ------------------------------------------- |
| Positie                                     | -                                           | 230                                         | 235                                         | 234                                         | 223                                         | 212                                         | 365                                         | 219                                         | 268                                         | 450                                         | 358                                         | 452                                         | 317                                         | 424                                         | 351                                         |

#### JOE FM Hitarchief 2000
| 2009 | 2010 | 2011 | 2012 | 2013 | 2014 | 2015 | 2016 | 2017 | 2018 | 2019 | 2020 | 2021 |
| ---- | ---- | ---- | ---- | ---- | ---- | ---- | ---- | ---- | ---- | ---- | ---- | ---- |
| 668  | 1235 | 1270 | 1307 | 1328 | 1218 | 1110 | 1106 | 1137 | 1137 | 1059 | 891  | 1129 |

### Whitney Houston

#### Nederlandse Top 40
| Hitnotering week 1 t/m 19: 14-11-1992 t/m 27-03-1993 Hitnotering week 20 t/m 22: 18-02-2012 t/m 03-03-2012 | Hitnotering week 1 t/m 19: 14-11-1992 t/m 27-03-1993 Hitnotering week 20 t/m 22: 18-02-2012 t/m 03-03-2012 | Hitnotering week 1 t/m 19: 14-11-1992 t/m 27-03-1993 Hitnotering week 20 t/m 22: 18-02-2012 t/m 03-03-2012 | Hitnotering week 1 t/m 19: 14-11-1992 t/m 27-03-1993 Hitnotering week 20 t/m 22: 18-02-2012 t/m 03-03-2012 | Hitnotering week 1 t/m 19: 14-11-1992 t/m 27-03-1993 Hitnotering week 20 t/m 22: 18-02-2012 t/m 03-03-2012 | Hitnotering week 1 t/m 19: 14-11-1992 t/m 27-03-1993 Hitnotering week 20 t/m 22: 18-02-2012 t/m 03-03-2012 | Hitnotering week 1 t/m 19: 14-11-1992 t/m 27-03-1993 Hitnotering week 20 t/m 22: 18-02-2012 t/m 03-03-2012 | Hitnotering week 1 t/m 19: 14-11-1992 t/m 27-03-1993 Hitnotering week 20 t/m 22: 18-02-2012 t/m 03-03-2012 | Hitnotering week 1 t/m 19: 14-11-1992 t/m 27-03-1993 Hitnotering week 20 t/m 22: 18-02-2012 t/m 03-03-2012 | Hitnotering week 1 t/m 19: 14-11-1992 t/m 27-03-1993 Hitnotering week 20 t/m 22: 18-02-2012 t/m 03-03-2012 | Hitnotering week 1 t/m 19: 14-11-1992 t/m 27-03-1993 Hitnotering week 20 t/m 22: 18-02-2012 t/m 03-03-2012 | Hitnotering week 1 t/m 19: 14-11-1992 t/m 27-03-1993 Hitnotering week 20 t/m 22: 18-02-2012 t/m 03-03-2012 | Hitnotering week 1 t/m 19: 14-11-1992 t/m 27-03-1993 Hitnotering week 20 t/m 22: 18-02-2012 t/m 03-03-2012 | Hitnotering week 1 t/m 19: 14-11-1992 t/m 27-03-1993 Hitnotering week 20 t/m 22: 18-02-2012 t/m 03-03-2012 | Hitnotering week 1 t/m 19: 14-11-1992 t/m 27-03-1993 Hitnotering week 20 t/m 22: 18-02-2012 t/m 03-03-2012 | Hitnotering week 1 t/m 19: 14-11-1992 t/m 27-03-1993 Hitnotering week 20 t/m 22: 18-02-2012 t/m 03-03-2012 | Hitnotering week 1 t/m 19: 14-11-1992 t/m 27-03-1993 Hitnotering week 20 t/m 22: 18-02-2012 t/m 03-03-2012 | Hitnotering week 1 t/m 19: 14-11-1992 t/m 27-03-1993 Hitnotering week 20 t/m 22: 18-02-2012 t/m 03-03-2012 | Hitnotering week 1 t/m 19: 14-11-1992 t/m 27-03-1993 Hitnotering week 20 t/m 22: 18-02-2012 t/m 03-03-2012 | Hitnotering week 1 t/m 19: 14-11-1992 t/m 27-03-1993 Hitnotering week 20 t/m 22: 18-02-2012 t/m 03-03-2012 | Hitnotering week 1 t/m 19: 14-11-1992 t/m 27-03-1993 Hitnotering week 20 t/m 22: 18-02-2012 t/m 03-03-2012 | Hitnotering week 1 t/m 19: 14-11-1992 t/m 27-03-1993 Hitnotering week 20 t/m 22: 18-02-2012 t/m 03-03-2012 | Hitnotering week 1 t/m 19: 14-11-1992 t/m 27-03-1993 Hitnotering week 20 t/m 22: 18-02-2012 t/m 03-03-2012 | Hitnotering week 1 t/m 19: 14-11-1992 t/m 27-03-1993 Hitnotering week 20 t/m 22: 18-02-2012 t/m 03-03-2012 | Hitnotering week 1 t/m 19: 14-11-1992 t/m 27-03-1993 Hitnotering week 20 t/m 22: 18-02-2012 t/m 03-03-2012 |
| Week | 1 | 2 | 3 | 4 | 5 | 6 | 7 | 8 | 9 | 10 | 11 | 12 | 13 | 14 | 15 | 16 | 17 | 18 | 19 | | 20 | 21 | 22 | |
| --- | --- | --- | --- | --- | --- | --- | --- | --- | --- | --- | --- | --- | --- | --- | --- | --- | --- | --- | --- | --- | --- | --- | --- | --- |
| Nummer | 30 | 16 | 8 | 4 | 1 | 1 | 1 | 1 | 1 | 1 | 1 | 1 | 1 | 3 | 5 | 8 | 11 | 23 | 32 | uit | 31 | 17 | 34 | uit |

#### Nationale Top 100/Mega Top 50/Single Top 100
| Hitnotering week 1 t/m 21: 14-11-1992 t/m 10-04-1993 Hitnotering week 22 t/m 24: 18-02-2012 t/m 03-03-2012 | Hitnotering week 1 t/m 21: 14-11-1992 t/m 10-04-1993 Hitnotering week 22 t/m 24: 18-02-2012 t/m 03-03-2012 | Hitnotering week 1 t/m 21: 14-11-1992 t/m 10-04-1993 Hitnotering week 22 t/m 24: 18-02-2012 t/m 03-03-2012 | Hitnotering week 1 t/m 21: 14-11-1992 t/m 10-04-1993 Hitnotering week 22 t/m 24: 18-02-2012 t/m 03-03-2012 | Hitnotering week 1 t/m 21: 14-11-1992 t/m 10-04-1993 Hitnotering week 22 t/m 24: 18-02-2012 t/m 03-03-2012 | Hitnotering week 1 t/m 21: 14-11-1992 t/m 10-04-1993 Hitnotering week 22 t/m 24: 18-02-2012 t/m 03-03-2012 | Hitnotering week 1 t/m 21: 14-11-1992 t/m 10-04-1993 Hitnotering week 22 t/m 24: 18-02-2012 t/m 03-03-2012 | Hitnotering week 1 t/m 21: 14-11-1992 t/m 10-04-1993 Hitnotering week 22 t/m 24: 18-02-2012 t/m 03-03-2012 | Hitnotering week 1 t/m 21: 14-11-1992 t/m 10-04-1993 Hitnotering week 22 t/m 24: 18-02-2012 t/m 03-03-2012 | Hitnotering week 1 t/m 21: 14-11-1992 t/m 10-04-1993 Hitnotering week 22 t/m 24: 18-02-2012 t/m 03-03-2012 | Hitnotering week 1 t/m 21: 14-11-1992 t/m 10-04-1993 Hitnotering week 22 t/m 24: 18-02-2012 t/m 03-03-2012 | Hitnotering week 1 t/m 21: 14-11-1992 t/m 10-04-1993 Hitnotering week 22 t/m 24: 18-02-2012 t/m 03-03-2012 | Hitnotering week 1 t/m 21: 14-11-1992 t/m 10-04-1993 Hitnotering week 22 t/m 24: 18-02-2012 t/m 03-03-2012 | Hitnotering week 1 t/m 21: 14-11-1992 t/m 10-04-1993 Hitnotering week 22 t/m 24: 18-02-2012 t/m 03-03-2012 | Hitnotering week 1 t/m 21: 14-11-1992 t/m 10-04-1993 Hitnotering week 22 t/m 24: 18-02-2012 t/m 03-03-2012 | Hitnotering week 1 t/m 21: 14-11-1992 t/m 10-04-1993 Hitnotering week 22 t/m 24: 18-02-2012 t/m 03-03-2012 | Hitnotering week 1 t/m 21: 14-11-1992 t/m 10-04-1993 Hitnotering week 22 t/m 24: 18-02-2012 t/m 03-03-2012 | Hitnotering week 1 t/m 21: 14-11-1992 t/m 10-04-1993 Hitnotering week 22 t/m 24: 18-02-2012 t/m 03-03-2012 | Hitnotering week 1 t/m 21: 14-11-1992 t/m 10-04-1993 Hitnotering week 22 t/m 24: 18-02-2012 t/m 03-03-2012 | Hitnotering week 1 t/m 21: 14-11-1992 t/m 10-04-1993 Hitnotering week 22 t/m 24: 18-02-2012 t/m 03-03-2012 | Hitnotering week 1 t/m 21: 14-11-1992 t/m 10-04-1993 Hitnotering week 22 t/m 24: 18-02-2012 t/m 03-03-2012 | Hitnotering week 1 t/m 21: 14-11-1992 t/m 10-04-1993 Hitnotering week 22 t/m 24: 18-02-2012 t/m 03-03-2012 | Hitnotering week 1 t/m 21: 14-11-1992 t/m 10-04-1993 Hitnotering week 22 t/m 24: 18-02-2012 t/m 03-03-2012 | Hitnotering week 1 t/m 21: 14-11-1992 t/m 10-04-1993 Hitnotering week 22 t/m 24: 18-02-2012 t/m 03-03-2012 | Hitnotering week 1 t/m 21: 14-11-1992 t/m 10-04-1993 Hitnotering week 22 t/m 24: 18-02-2012 t/m 03-03-2012 | Hitnotering week 1 t/m 21: 14-11-1992 t/m 10-04-1993 Hitnotering week 22 t/m 24: 18-02-2012 t/m 03-03-2012 | Hitnotering week 1 t/m 21: 14-11-1992 t/m 10-04-1993 Hitnotering week 22 t/m 24: 18-02-2012 t/m 03-03-2012 |
| Week | 1 | 2 | 3 | 4 | 5 | 6 | 7 | 8 | 9 | 10 | 11 | 12 | 13 | 14 | 15 | 16 | 17 | 18 | 19 | 20 | 21 | | 22 | 23 | 24 | |
| --- | --- | --- | --- | --- | --- | --- | --- | --- | --- | --- | --- | --- | --- | --- | --- | --- | --- | --- | --- | --- | --- | --- | --- | --- | --- | --- |
| Nummer | 60 | 33 | 19 | 7 | 3 | 2 | 1 | 1 | 1 | 1 | 1 | 1 | 3 | 3 | 4 | 6 | 6 | 14 | 18 | 24 | 29 | uit | 5 | 20 | 73 | uit |

#### NPO Radio 2 Top 2000
| Nummer met noteringen in de NPO Radio 2 Top 2000 | '99 | '00 | '01 | '02 | '03 | '04 | '05 | '06 | '07 | '08 | '09 | '10 | '11 | '12 | '13 | '14 | '15 | '16 | '17 | '18 | '19 | '20 | '21 | '22 | '23 | '24 |
| ------------------------------------------------ | --- | --- | --- | --- | --- | --- | --- | --- | --- | --- | --- | --- | --- | --- | --- | --- | --- | --- | --- | --- | --- | --- | --- | --- | --- | --- |
| I Will Always Love You                           | 131 | 405 | 476 | 551 | 537 | 463 | 636 | 513 | 483 | 505 | 505 | 534 | 687 | 401 | 433 | 446 | 381 | 453 | 484 | 447 | 617 | 536 | 714 | 773 | 617 | 633 |

1. ↑  Een vetgedrukt getal geeft de hoogste notering aan.

#### JOE FM Hitarchief 2000
| 2009 | 2010 | 2011 | 2012 | 2013 | 2014 | 2015 | 2016 | 2017 | 2018 | 2019 | 2020 | 2021 |
| ---- | ---- | ---- | ---- | ---- | ---- | ---- | ---- | ---- | ---- | ---- | ---- | ---- |
| 99   | 91   | 76   | 66   | 63   | 49   | 49   | 53   | 59   | 56   | 111  | 158  | 172  |

### Tears n' Joy

#### Nederlandse Top 40
| Hitnotering: 27-02-1993 t/m 24-04-1993 | Hitnotering: 27-02-1993 t/m 24-04-1993 | Hitnotering: 27-02-1993 t/m 24-04-1993 | Hitnotering: 27-02-1993 t/m 24-04-1993 | Hitnotering: 27-02-1993 t/m 24-04-1993 | Hitnotering: 27-02-1993 t/m 24-04-1993 | Hitnotering: 27-02-1993 t/m 24-04-1993 | Hitnotering: 27-02-1993 t/m 24-04-1993 | Hitnotering: 27-02-1993 t/m 24-04-1993 | Hitnotering: 27-02-1993 t/m 24-04-1993 | Hitnotering: 27-02-1993 t/m 24-04-1993 |
| Week                                   | 1                                      | 2                                      | 3                                      | 4                                      | 5                                      | 6                                      | 7                                      | 8                                      | 9                                      |                                        |
| -------------------------------------- | -------------------------------------- | -------------------------------------- | -------------------------------------- | -------------------------------------- | -------------------------------------- | -------------------------------------- | -------------------------------------- | -------------------------------------- | -------------------------------------- | -------------------------------------- |
| Nummer                                 | 22                                     | 13                                     | 9                                      | 5                                      | 4                                      | 5                                      | 9                                      | 16                                     | 24                                     | uit                                    |

#### Mega Top 50
| Hitnotering: 27-02-1993 t/m 01-05-1993 | Hitnotering: 27-02-1993 t/m 01-05-1993 | Hitnotering: 27-02-1993 t/m 01-05-1993 | Hitnotering: 27-02-1993 t/m 01-05-1993 | Hitnotering: 27-02-1993 t/m 01-05-1993 | Hitnotering: 27-02-1993 t/m 01-05-1993 | Hitnotering: 27-02-1993 t/m 01-05-1993 | Hitnotering: 27-02-1993 t/m 01-05-1993 | Hitnotering: 27-02-1993 t/m 01-05-1993 | Hitnotering: 27-02-1993 t/m 01-05-1993 | Hitnotering: 27-02-1993 t/m 01-05-1993 | Hitnotering: 27-02-1993 t/m 01-05-1993 |
| Week                                   | 1                                      | 2                                      | 3                                      | 4                                      | 5                                      | 6                                      | 7                                      | 8                                      | 9                                      | 10                                     |                                        |
| -------------------------------------- | -------------------------------------- | -------------------------------------- | -------------------------------------- | -------------------------------------- | -------------------------------------- | -------------------------------------- | -------------------------------------- | -------------------------------------- | -------------------------------------- | -------------------------------------- | -------------------------------------- |
| Nummer                                 | 44                                     | 21                                     | 10                                     | 9                                      | 11                                     | 17                                     | 20                                     | 21                                     | 23                                     | 31                                     | uit                                    |

### Laura van Kaam

#### Single Top 100
| Hitnotering: 09-02-2013 t/m 02-03-2013 | Hitnotering: 09-02-2013 t/m 02-03-2013 | Hitnotering: 09-02-2013 t/m 02-03-2013 | Hitnotering: 09-02-2013 t/m 02-03-2013 | Hitnotering: 09-02-2013 t/m 02-03-2013 | Hitnotering: 09-02-2013 t/m 02-03-2013 |
| Week                                   | 1                                      | 2                                      | 3                                      | 4                                      |                                        |
| -------------------------------------- | -------------------------------------- | -------------------------------------- | -------------------------------------- | -------------------------------------- | -------------------------------------- |
| Nummer                                 | 78                                     | 18                                     | 14                                     | 53                                     | uit                                    |